# Walter Wanderley

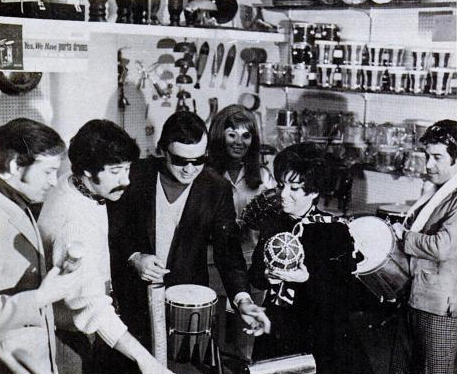
El Grupo Walter Wanderly en un anuncio comercial, en 1968.

Walter José Wanderley Mendonça (Recife, Brasil 12 de mayo de 1932- San Francisco, Estados Unidos, 4 de septiembre de 1986), conocido como Walter Wanderley, fue un organista, pianista y compositor brasileño de jazz y bossa nova. Entre sus éxitos más famosos están los temas Batucada y Samba de Verão, del compositor Marcos Valle.
- Datos: Q637373
- Multimedia: Walter Wanderly / Q637373